# Ирмиза
Ирмиза — река в России, протекает по Куединскому району Пермского края. Длина реки составляет 47 км, площадь водосборного бассейна 305 км².
Начинается между деревнями Каменный Ключ и Заболотная. Течёт в общем южном направлении по холмистой местности с островами леса. Протекает через населённые пункты Лайга, Большой Талмаз, Краснояр, Ведровка, Гарюшка. Правый приток реки Буй.

## Данные водного реестра
По данным государственного водного реестра России относится к Камскому бассейновому округу, водохозяйственный участок реки — Буй от истока до Кармановского гидроузла, речной подбассейн реки — бассейны притоков Камы до впадения Белой. Речной бассейн реки — Кама.
Код объекта в государственном водном реестре — 10010101112111100016113.

## Притоки
Объекты перечислены по порядку от устья к истоку.
- Кишлав[5] (пр)
- 13 км: Тапья[5] (пр)
- Кармалушка[5] (лв)
- 16 км: Малый Талмаз[5] (лв)
- Телмазик[5] (лв)
- 33 км: Лайга[5] (пр)
- Березовка[5] (лв)
- Лайгушка[5] (пр)
- Земплягашка[2] (лв)